# Myxoxanthophylle

Formule chimique.

Les myxoxanthophylles sont des caroténoïdes, hétérosides du myxol, un xanthophylle à fonction alcool. Ces caroténoïdes sont constitués d’un monosaccharide (le quinovose, ou le 2,4-diméthylfucose) attaché à la fonction hydroxyle du myxol. Ils font partie des nombreux caroténoïdes comme la zéaxanthine ou l’échinénone trouvés dans les membranes des cyanobactéries.
Le myxoxanthophylle a été trouvé sous une de ses formes dans de nombreuses cyanobactéries, constituant 9 à 42 % du total des caroténoïdes. En revanche, il n’a été retrouvé ni dans d’autres bactéries photosynthétiques, ni dans les algues.
La biosynthèse du myxol s'effectue comme pour tous les tétraterpénoïdes à partir de deux unités de Géranyl-pyrophosphate, en passant par le phytoène et le lycopène. Le monosaccharide quinovose est uniquement sous sa forme L.
Normalement le myxoxanthophylle est localisé dans la paroi et dans d’autres membranes des cyanobactéries, il contribue à la couleur de ces organismes. Il est nécessaire au bon fonctionnement des membranes thylakoïdes du chloroplaste chez Synechocystis. De plus, il semble que le myxoxanthophylle, comme la zéaxanthine, ait une fonction protectrice pour le système photosynthétique.